# Five Nights at Freddy’s
Five Nights at Freddy’s – gra komputerowa z gatunku survival horror wydana 8 sierpnia 2014 roku na platformie Microsoft Windows, a następnie na iOS, Androidzie, PlayStation 4, Xbox One oraz Nintendo Switchu. Została stworzona przez Scotta Cawthona. Gracz wciela się w postać nocnego stróża w pizzerii, którego zadaniem jest monitorowanie obiektu za pomocą systemu kamer. Znajdujące się w lokalu roboty (tzw. „animatroniki”), początkowo nieaktywne, chcą zabić postać gracza. Celem gry jest przetrwanie pięciu kolejnych nocy i unikanie przeciwników. Po wydaniu pierwszej części powstały kolejne bazujące na tej samej koncepcji.

## Rozgrywka
Postać gracza, znana pod nazwiskiem Mike Schmidt, przyjmuje pracę stróża nocnego w Pizzerii Freddy'ego Fazbeara. Akcja dzieje się w jednym pokoju, w biurze z oknami i pancernymi drzwiami po prawej i lewej stronie. Gracz ma do dyspozycji ekran z kamerami, obejmującymi większość pizzerii, oraz przyciski zamykające poszczególne drzwi i zapalające światła w korytarzach po obu stronach. Na ekranie jest widoczny również poziom pozostałego prądu, na który trzeba uważać, żeby nie doszedł do zera. Gdy Mike rozpoczyna pracę o północy, dzwoni do niego telefon. Tajemniczy głos, podający się za poprzedniego stróża nocnego, który pracował tu przed nim, zaczyna tłumaczyć, na czym będzie polegała jego praca. Mówi, że animatroniki-maskotki pizzerii w nocy są przełączane na tzw. free roaming mode („tryb wolnego przemieszczania się”), podobno po to, żeby ich mechanizmy się nie zacinały od bezruchu. Phone Guy (jak tajemniczy narrator jest potocznie nazywany przez fanów, a od wyjścia Ultimate Custom Night pod taką nazwą figuruje oficjalnie w grach) wspomina też o tym, że owe animatroniki czasami zachowują się dość agresywnie, więc powinno się je obserwować przez kamery i w razie potrzeby zamykać drzwi do biura. Gracz musi przetrwać pięć nocy w biurze (chociaż jest też szósta, bonusowa, i siódma, gdzie można samemu ustawić poziom aktywności i agresywności animatroników). Phone Guy dzwoni też podczas drugiej nocy, gdzie tłumaczy zachowanie Foxy'ego, trzeciej, gdzie wyjaśnia, że animatroniki mogą pomyśleć, że jest się tzw. endoszkieletem i tym samym zapragną wepchnąć gracza do kostiumu podobnej sobie maskotki, i czwartej, w połowie której połączenie zrywa się, gdy zaczyna krzyczeć, sugerując, że został zabity. Od tego momentu gracz zostaje sam, jako że cała mechanika gry została już wyjaśniona.

## Odbiór gry
Średnia ocen według agregatora Metacritic wynosi 78/100. Seria Five Nights at Freddy's już od początku zbierała rzesze fanów, a youtuberzy tacy jak Markiplier, Jacksepticeye czy MatPat z Game Theory pomogli spopularyzować ją jeszcze bardziej. W 2015 roku ujawniono, że wytwórnia Warner Bros. wykupiła prawa do filmowej adaptacji gry, która następnie została przejęta przez studio Blumhouse Productions i pojawiła się w kinach w 2023 roku. Jeffrey Matulef z Eurogamera, chwaląc grę, porównał potwory w niej występujące do płaczących aniołów z serialu Doktor Who. Dobrze opisał też system zarządzania bateriami i szybkiego sprawdzania kamer.